# Тајлер Поузи
Тајлер Гарсија Поузи (енгл. Tyler Garcia-Posey; Санта Моника, 18. октобар 1991) амерички је глумац и музичар. Познат је по улози Скота Макола у серији Млади вукодлак (2011—2017) и Таја Гарсије у филму Собарица и сенатор (2002).

## Детињство и младост
Рођен је 18. октобра 1991. године Санта Моници. Син је Синди Терезе Гарсије и Џона Поузија. Одрастао је у Санта Кларити. Има два брата: Дерека и Џесија.
Његова мајка, која је мексичког порекла, умрла је у децембру 2014. због последица рака дојке. Пета сезона серије Млади вукодлак била је посвећена њој.

## Каријера
Радио је на филму и телевизији. У фебруару 2002. појавио се у филму Колатерална штета, а у децембру исте године глумио сина Џенифер Лопез у романтичној комедији Собарица и сенатор.  Исте године је представио лик пилотa у Дизнијевом оригиналном цртаном филму SheZow који је емитован 4. маја у оквиру мини-серије Shorty McShorts' Shorts. Године прославио улогом у телевизијској серији Млади вукодлак. У њој глуми средњошколца Скота Макола, кога уједа вукодлак и ту чињеницу мора чувати тајном, штитећи своје најмилије од мноштва натприродних претњи и бића. Године 2015. постао је и копродуцент за пету сезону серије.
Дана 24. маја 2017. године добио је улогу Лукаса Моренa у трилеру Игра истине. Филм је приказиван у биоскопима од 13. априла 2018.
Дана 25. септембра 2017. објављено је да ће се придружити глумачкој постави треће сезоне телевизијске серије Врисак, глумећи Шејна. Сезона је премијерно приказана 8. јула 2019. године.
Дана 18. новембра 2019. године објављено је да ће глумити у анимираној телевизијској серији Паклене улице: Шпијуни тркачи која је премијерно приказана 26. децембра 2019.

### Остали послови
Некада је свирао гитару у бенду Disappearing Jamie, раније званом Lost in Kostko. Њихов први наступ био је у The Roxy театру у Лос Анђелесу 2012. године.
Свирао је гитару и доприносио вокалу у поп панк бенду PVMNTS заједно са гитаристом, басистом и вокалистом Фредијем Рамирезом и бубњаром Ником Гузманом. Трио је објавио песму „Standing (On My Own Two Feet)” 14. јуна 2018. године, на којој је писао о смрти мајке. Бенд је самостално објавио свој шестоделни ЕП Better Dayz 17. августа 2018.
У априлу 2019. године објављено је да је напустио састав и бавио се још једним музичким подухватом, за који се испоставило да је панк рок група Five North, чији је дебитантски сингл „This Mess” објављен 4. октобра 2019. године.

## Приватни живот
Године 2013. верио је своју љубав из детињства, Шону Горлик. Пар је исте године раскинуо веридбу, након десетогодишње везе. Године 2020. започео је везу са певачицом Фем, а у фебруару 2022. су се верили. Венчали су се у октобру 2023.
У октобру 2020. изјавио је да је имао сексуалне односе с мушкарцима. У интервјуу за Sirius XM изјавио је: „Желео сам да изађем из ормара и будем искрен у вези тога. Знам да се многа деца угледају на мене и желим да се ослободим те стигме.” У јулу 2021. изјаснио се као квир и сексуално колебљива особа.

## Филмографија

### Филм
| Улоге Тајлера Поузија |                      |               |              |            |
| Година                | Српски назив         | Изворни назив | Улога        | Напомена   |
| 2000.                 | Људи од части        |               | дечак        | непотписан |
| 2002.                 | Колатерална штета    |               | Мауро        |            |
| 2002.                 | Собарица и сенатор   |               | Тај Вентура  |            |
| 2013.                 | Мрак филм 5          |               | Дејвид       |            |
| 2018.                 | Игра истине          |               | Лукас Морено |            |
| 2023.                 | Млади вукодлак: Филм |               | Скот Макол   |            |

### Телевизија
| Улоге Тајлера Поузија |                  |               |                                     |                |
| Година                | Српски назив     | Изворни назив | Улога                               | Напомена       |
| 2002.                 | Без трага        |               | Роберт                              | 1 епизода      |
| 2006.                 | Смолвил          |               | Хавијер Рамирез                     | 1 епизода      |
| 2006—2007.            | Браћа и сестре   |               | Гејбријел Видон / Гејбријел Трејлор | споредна улога |
| 2011—2017.            | Млади вукодлак   |               | Скот Макол                          | главна улога   |
| 2016—2020.            | Елена од Авалора |               | принц Алонсо (глас)                 | споредна улога |
| 2017.                 | Девица Џејн      |               | Адам Едуардо Алваро                 | споредна улога |
| 2019.                 | Врисак           |               | Шејн                                | главна улога   |